# Междущатска магистрална система
Междущатската магистрална система (ММС) (на английски: Interstate Highway System) е националната магистрална мрежа в САЩ. ММС частично е заменила по-остарялата Магистрална система на Съединените щати.
ММС обслужва всички важни американски градове. Дистрибуцията на всички стоки и услуги включва използването на ММС в един момент.
Най-дълга е магистрала 90, която е дълга над 4800 км (3000 мили). Втора по дължина е междущатска магистрала 80, която е дълга 4667 км (2900 мили).
Като цяло маршрута на нечетните магистрали е в посока север-юг, докато на четните е изток-запад. Някои магистрали на ММС са вътрешно щатски, тоест не излизат от пределите на даден щат, но въпреки това са официално обозначени като между щатски, тоест такива които би трябвало да прекосяват територията на поне 2 щата.

## Междущатска магистрала 4
Междущатска магистрала 4 (на английски: Interstate 4 – I-4) е вътрешнощатска междущатска магистрала изцяло разположена на територията на щата Флорида, САЩ. Тя започва от Междущатска магистрала 275 в Тампа, Флорида и завършва в Междущатска магистрала 95 в Дайтона.
| Щат     | километри | мили   |  |
|         |           |        |  |
| Флорида | 212,91    | 132,30 |  |
|         |           |        |  |
| Общо    | 212,91    | 132,30 |  |

## Междущатска магистрала 5
- Вижте Междущатска магистрала 5 за основната статия

## Междущатска магистрала 8
Междущатска магистрала 8 (Interstate 8, съкратено I-8) е междущатска магистрала в югозападната част на САЩ.

## Междущатска магистрала 10
Междущатска магистрала 10 (Interstate 10, съкратено I-10) е най-южната междущатска магистрала преминаваща от източния до западния бряг на САЩ.

## Междущатска магистрала 12
Междущатска магистрала 12 (Interstate 12, съкратено I-12) е вътрешнощатска междущатска магистрала изцяло разположена на територията на щата Луизиана, САЩ

## Междущатска магистрала 15
Вижте Междущатска магистрала 15 за основната статия.

## Междущатска магистрала 16
Междущатска магистрала 16 (Interstate 16, съкратено I-16) е вътрешнощатска междущатска магистрала изцяло разположена на територията на щата Джорджия, САЩ.

## Междущатска магистрала 17
Междущатска магистрала 17 (Interstate 17, съкратено I-17) е вътрешнощатска междущатска магистрала изцяло разположена на територията на щата Аризона, САЩ.

## Междущатска магистрала 19
Междущатска магистрала 19 (Interstate 19, съкратено I-19) е вътрешнощатска междущатска магистрала изцяло разположена на територията на щата Аризона, САЩ.

## Междущатска магистрала 20
Междущатска магистрала 20 (Interstate 20, съкратено I-20) е междущатска магистрала в югоизточните Съединени щати.

## Междущатска магистрала 24
Междущатска магистрала 24 (Interstate 24, съкратено I-24) е междущатска магистрала в източните Съединени щати.

## Междущатска магистрала 25
Междущатска магистрала 25 (Interstate 25, съкратено I-25) е междущатска магистрала в западните Съединени щати.

## Междущатска магистрала 26
Междущатска магистрала 26 (Interstate 26, съкратено I-26) е междущатска магистрала в югоизточните Съединени щати.

## Междущатска магистрала 27
Междущатска магистрала 27 (Interstate 27, съкратено I-27) е вътрешнощатска междущатска магистрала изцяло разположена на територията на щата Тексас, САЩ.

## Междущатска магистрала 29
Междущатска магистрала 29 (Interstate 29, съкратено I-29) е междущатска магистрала в Средния запад, САЩ.

## Междущатска магистрала 30
Междущатска магистрала 30 (Interstate 30, съкратено I-30) е междущатска магистрала в южната част на САЩ.

## Междущатска магистрала 35
Междущатска магистрала 35 (Interstate 35, съкратено I-35) е междущатска магистрала с ориентация север-юг в централните щати на САЩ.

## Междущатска магистрала 37
Междущатска магистрала 37 (Interstate 37, съкратено I-37) е вътрешнощатска междущатска магистрала изцяло разположена на територията на щата Тексас, САЩ.

## Междущатска магистрала 39
Междущатска магистрала 39 (Interstate 39, съкратено I-39) е междущатска магистрала в среднозападните Съединени щати.

## Междущатска магистрала 40
Междущатска магистрала 40 (Interstate 40, съкратено I-40) е основна междущатска магистрала прекосяваща цялата територия на САЩ.

## Междущатска магистрала 43
Междущатска магистрала 43 (Interstate 43, съкратено I-43) е вътрешнощатска междущатска магистрала изцяло разположена на територията на щата Уисконсин, САЩ.

## Междущатска магистрала 44
Междущатска магистрала 44 (Interstate 44, съкратено I-44) е междущатска магистрала в централните Съединени щати.

## Междущатска магистрала 45
Междущатска магистрала 45 (Interstate 45, съкратено I-45) е вътрешнощатска междущатска магистрала изцяло разположена на територията на щата Тексас, САЩ.

## Междущатска магистрала 49
Междущатска магистрала 49 (Interstate 49, съкратено I-49) е вътрешнощатска междущатска магистрала изцяло разположена на територията на щата Луизиана, САЩ.

## Междущатска магистрала 55
Междущатска магистрала 55 (Interstate 55, съкратено I-55) е междущатска магистрала в централните Съединени щати.

## Междущатска магистрала 57
Междущатска магистрала 57 (Interstate 57, съкратено I-57) е междущатска магистрала в Средния Запад, САЩ.

## Междущатска магистрала 59
Междущатска магистрала 59 (Interstate 59, съкратено I-59) е междущатска магистрала в южната част на САЩ.

## Междущатска магистрала 64
Междущатска магистрала 64 (Interstate 64, съкратено I-64) е междущатска магистрала в източните Съединени щати.

## Междущатска магистрала 65
Междущатска магистрала 65 (Interstate 65, съкратено I-65) е междущатска магистрала в САЩ.

## Междущатска магистрала 66
Междущатска магистрала 66 (Interstate 66, съкратено I-66) е междущатска магистрала в източните Съединени щати.

## Междущатска магистрала 68
Междущатска магистрала 68 (Interstate 68, съкратено I-68) е междущатска магистрала в САЩ.

## Междущатска магистрала 69
Междущатска магистрала 69 (Interstate 69, съкратено I-69) е междущатска магистрала в Средния Запад, САЩ.

## Междущатска магистрала 70
Междущатска магистрала 70 (Interstate 70, съкратено I-70) е дълга междущатска магистрала в САЩ.

## Междущатска магистрала 71
Междущатска магистрала 71 (Interstate 71, съкратено I-71) е междущатска магистрала в Средния Запад, САЩ.

## Междущатска магистрала 72
Междущатска магистрала 72 (Interstate 72, съкратено I-72) е междущатска магистрала в Средния Запад, САЩ.

## Междущатска магистрала 73
Междущатска магистрала 73 (Interstate 73, съкратено I-73) е вътрешнощатска междущатска магистрала изцяло разположена на територията на щата Северна Каролина, САЩ. Планира се Магистрала 73 да бъде удължена от Мичиган до Южна Каролина.

## Междущатска магистрала 74
Междущатска магистрала 74 (Interstate 74, съкратено I-74) е междущатска магистрала в среднозападните и югоизточните щати на САЩ.

## Междущатска магистрала 75
Междущатска магистрала 75 (Interstate 75, съкратено I-75) е междущатска магистрала в среднозападните и югоизточните щати на САЩ.

## Междущатска магистрала 76 (запад)
Междущатска магистрала 76 (запад) (Interstate 76(west), съкратено I-76(west)) е междущатска магистрала в щатите Колорадо и Небраска, САЩ.

## Междущатска магистрала 76 (изток)
Междущатска магистрала 76 (изток) (Interstate 76(east), съкратено I-76(east)) е междущатска магистрала в щатите Охайо, Пенсилвания и Ню Джърси, САЩ.

## Междущатска магистрала 77
Междущатска магистрала 77 (Interstate 77, съкратено I-77) е междущатска магистрала в източните Съединени щати.

## Междущатска магистрала 78
Междущатска магистрала 78 (Interstate 78, съкратено I-78) е междущатска магистрала в източните Съединени щати.
Щати:
- Ню Джърси
- Ню Йорк
- Пенсилвания

## Междущатска магистрала 79
Междущатска магистрала 79 (Interstate 79, съкратено I-79) е междущатска магистрала в източните Съединени щати.

## Междущатска магистрала 80
- Вижте Междущатска магистрала 80 за основната статия

## Междущатска магистрала 81
Междущатска магистрала 81 (Interstate 81, съкратено I-81) е междущатска магистрала в източните Съединени щати.

## Междущатска магистрала 82
Междущатска магистрала 82 (Interstate 82, съкратено I-82) е междущатска магистрала в северозападната част на Съединените щати.

## Междущатска магистрала 83
Междущатска магистрала 83 (Interstate 83, съкратено I-83) е междущатска магистрала в източните Съединени щати.

## Междущатска магистрала 84 (запад)
Междущатска магистрала 84 (запад) (Interstate 84 (запад), съкратено I-84 (запад)) е междущатска магистрала в западната част на Съединените щати.

## Междущатска магистрала 84 (изток)
Междущатска магистрала 84 (изток) (Interstate 84 (east), съкратено I-84 (east)) е междущатска магистрала в североизточните Съединени щати.

## Междущатска магистрала 85
Междущатска магистрала 85 (Interstate 85, съкратено I-85) е междущатска магистрала в югоизточните Съединени щати.

## Междущатска магистрала 86 (запад)
Междущатска магистрала 86 (запад) (Interstate 86 (west), съкратено I-86 (west)) е вътрешнощатска междущатска магистрала, разположена изцяло на територията на щата Айдахо, САЩ.

## Междущатска магистрала 86 (изток)
Междущатска магистрала 86 (изток) (Interstate 86 (east), съкратено I-86 (east)) е междущатска магистрала в щатите Пенсилвания и Ню Йорк, САЩ.
Щати:
- Ню Йорк
- Пенсилвания

## Междущатска магистрала 87
Междущатска магистрала 87 (Interstate 87, съкратено I-87) е вътрешнощатска междущатска магистрала изцяло разположена на територията на щата Ню Йорк, САЩ.

## Междущатска магистрала 88 (запад)
Междущатска магистрала 88 (запад) (Interstate 88 (west), съкратено I-88 (west)) е вътрешнощатска междущатска магистрала изцяло разположена на територията на щата Илиной, САЩ.

## Междущатска магистрала 88 (изток)
Междущатска магистрала 88 (изток) (Interstate 88 (east), съкратено I-88 (east)) е вътрешнощатска междущатска магистрала изцяло разположена на територията на щата Ню Йорк, САЩ.

## Междущатска магистрала 89
Междущатска магистрала 89 (Interstate 89, съкратено I-89) е междущатска магистрала в Нова Англия, САЩ.

## Междущатска магистрала 90
- Вижте Междущатска магистрала 90 за основната статия

## Междущатска магистрала 91
Междущатска магистрала 91 (Interstate 91, съкратено I-91) е междущатска магистрала в Нова Англия, САЩ.

## Междущатска магистрала 93
Междущатска магистрала 93 (Interstate 93, съкратено I-93) е междущатска магистрала в Нова Англия, САЩ.

## Междущатска магистрала 94
Междущатска магистрала 94 (Interstate 94, съкратено I-94) е дълга междущатска магистрала в САЩ.

## Междущатска магистрала 95
Междущатска магистрала 95  (Interstate 95, съкратено I-95) е дълга междущатска магистрала разположена на Източното крайбрежие на САЩ. Магистрала 95 е дълга 3070 км (1907 мили).

## Междущатска магистрала 96
Междущатска магистрала 96 (Interstate 96, съкратено I-96) е вътрешнощатска междущатска магистрала изцяло разположена на територията на щата Мичиган, САЩ.

## Междущатска магистрала 97
Междущатска магистрала 97 (Interstate 97, съкратено I-97) е вътрешнощатска междущатска магистрала изцяло разположена на територията на щата Мериленд, САЩ.

## Междущатска магистрала 99
Междущатска магистрала 99 (Interstate 99, съкратено I-99) е вътрешнощатска междущатска магистрала изцяло разположена на територията на щата Пенсилвания, САЩ.

## Междущатска магистрала 238
Междущатска магистрала 238 или магистрала 238 или просто 238 (Interstate 238, съкратено I-238) е къса (3,59 км/2,23 мили) вътрешнощатска междущатска магистрала изцяло разположена в Района на залива на Сан Франциско, щата Калифорния, САЩ.

## Междущатски магистрали в Аляска
Междущатски магистрали А-1, А-2, А-3 и А-4 (за кратко A-1, A-2, A-3, A-4), са четирите официално обозначени вътрешнощатски междущатски магистрали в Аляска, САЩ. Въпреки че маршрутът им не е свързан с останалата част на американската Междущатска магистрална система, те се финансират по същият начин както и останалите междущатски магистрали в други щати.

## Междущатска магистрала H-1 (Ейч-1)
Междущатска магистрала H-1 (Ейч-1) (Interstate H-1, съкратено H-1) е вътрешнощатска междущатска магистрала разположена на територията на щата Хаваи, САЩ.

## Междущатска магистрала H-2 (Ейч-2)
Междущатска магистрала H-2 (Ейч-2) (Interstate H-2, съкратено H-2) е вътрешнощатска междущатска магистрала разположена на територията на щата Хаваи, САЩ.

## Междущатска магистрала H-3 (Ейч-3)
Междущатска магистрала H-3 (Ейч-3) (Interstate H-3, съкратено H-3) е вътрешнощатска междущатска магистрала разположена на територията на щата Хаваи, САЩ.

## Междущатски магистрали в Пуерто Рико
Междущатски магистрали PRI-1 (ПиАрАй-1), PRI-2 (ПиАрАй-2) и PRI-3 (ПиАрАй-3) (за кратко PRI-1 (ПиАрАй-1), PRI-2 (ПиАрАй-2), PRI-3 (ПиАрАй-3)) са трите официално обозначени вътрешнощатски междущатски магистрали в Пуерто Рико, САЩ. Въпреки че маршрутът им не е свързан с останалата част на американската Междущатска магистрална система, те се финансират по същият начин както и останалите междущатски магистрали в други щати.